# Габріела Сіланг
Габріела Сіланг (1731⁣ — ⁣1763) — революційний лідер Філіппін і дружина ватажка повстанців-ілоків Дієго Сіланга. Після убивства Дієго у 1763 році чотири місяці очолювала повстанців, поки була спіймала і страчена колоніальним урядом Іспанської Ост-Індії. Національна героїня Філіппін.

## Біографія
Метиска, іспанського й ілоканського походження. Прийнята в сім'ю заможного бізнесмена Томаса Міллана, що одружився з нею, коли Габріелі було 20, однак невдовзі помер. У 1757 вийшла заміж за Дієго Сіланга, ватажка повстанців, що боролися за незалежність ілоків, стала його радником і помічником у справах з британцями на островах. Після убивства чоловіка Габріела не тільки реорганізувала загони, але й повела 2000 повстанців в атаку на іспанців у Вігані. Атаку відбили, Габріела втекла, однак була спіймана і повішена разом з іншими.

## Ушанування
Іменем Габріели Сіланг названо госпіталь у Південному Ілокосі, меморіальний парк в Абрі. Встановлено монумент у Макаті.
На її честь названа ліва філіппінська організація GABRIELA, що бореться за права жінок.